# カニカニ銀
| 9  | 8  | 7  | 6  | 5  | 4  | 3  | 2  | 1  |    |
| 香 | 桂 |    |    |    | 金 |    | 桂 | 香 | 一 |
|    | 飛 |    | 銀 |    |    | 王 | 角 |    | 二 |
| 歩 |    |    | 歩 |    | 金 | 銀 | 歩 | 歩 | 三 |
|    |    | 歩 |    | 歩 | 歩 | 歩 |    |    | 四 |
|    | 歩 |    |    |    |    |    | 歩 |    | 五 |
| 歩 |    | 歩 |    | 歩 | 銀 |    |    |    | 六 |
|    | 歩 | 銀 | 歩 |    | 歩 | 歩 |    | 歩 | 七 |
|    | 角 |    |    | 飛 |    |    |    |    | 八 |
| 香 | 桂 |    | 金 | 玉 | 金 |    | 桂 | 香 | 九 |

カニカニ銀（かにかにぎん）は将棋の戦法のひとつ。急戦矢倉の一種で、主に先手番で用いられる。奇襲戦法に分類されることもある。考案者は棋士の児玉孝一で、2003年の第30回将棋大賞・升田幸三賞受賞戦法となった。

## 概要

### 歴史
青野照市は富沢幹雄らが好んで用いていた急戦矢倉の二枚銀戦法にカニカニ銀の源流があるのではと推測したことがあり、児玉もカニカニ銀は二枚銀急戦矢倉を母体にしたものとしている（しかし、全く違う戦法になってしまったともしている）。
カニカニ銀に似た戦型は1950年11月7日 王将戦▲大山康晴 vs.△升田幸三でみられる。
戦法の命名者は森信雄で、動き回る銀をカニに例えた、あるいは2枚の銀をカニのハサミに例えたことに由来する。

### 指し方
飛車の活用の自由度の高さと、急戦矢倉の中でも多彩な攻め筋を持つことが特長。二枚銀急戦矢倉とは異なり、玉と金を初期位置から一切動かさない（居玉）。5手目は▲6六歩ではなく▲7七銀と上がる。飛車先不突矢倉は採用せず、飛車先を2五まで伸ばし後手に△3三銀を指させて早くに角道を止めさせてから。右銀を▲4八銀〜▲5六歩〜▲5七銀〜▲4六銀と活用させる。その後、後手が5筋の歩を突いてくれば、▲5八飛と中飛車に振ってから▲9七角〜▲6六銀〜▲7七桂と布陣するのが一例で、敵陣の中央突破を目指す。当初は後手が漫然と△3二金と上がる実戦例が多かったが、先手の中央突破を防ぐことが難しいため、△5二金右とあらかじめ備える指し方が多くなったという。
中央からの攻めを狙う場合は▲3六歩と3筋の歩を突くのは自玉の傷になりやすく、攻めも遅れる為、悪手になることが多い。
後手が中央からの猛攻を警戒して、5筋の歩を受けずに争点を作らせないようにしてきた場合、▲3六歩〜▲3五歩と右銀を早繰り銀調に使い、角は▲7九角と引き角にする。通常の早繰り銀とは違い、銀が3五まで進出しても、銀交換を焦らずにプレッシャーをかけながら、時期を伺う。
この他に、5筋の位を取る手段もある。一例として第1図と第2図は1987年6月順位戦B級2組、先手児玉vs後手桜井昇戦。第1図以下は△6三銀に▲7九角△7四歩▲5六銀△3二金▲7五歩△7二飛▲7四歩△同銀▲9七角△6三金▲7八飛（第2図）と進めている。
後手の飛車先交換に対しては向かい飛車等から飛車交換を狙うのも1つの狙いで、居玉であるが一段金なので飛車交換には強い。局面によっては飛車や角を細かく動かして戦いを求めることも大事としている。

## 実戦例
森内俊之は、第41期王座戦二次予選2回戦（1992年11月20日、対・青野照市）でカニカニ銀を用い、65手で勝利。その1週間後の11月27日には児玉と森内の対局（第51期B級2組順位戦6回戦）があり、このときは、児玉のカニカニ銀を相手に森内が124手で勝った。
羽生善治は、第82期棋聖戦（防衛戦）の第1局（2011年6月11日、対・深浦康市）で、ほぼカニカニ銀の形から攻めて勝利。盤の中央での戦いで持駒とした金・銀を相手の飛車を奪う道具として投資するという内容であった。